# Überfall im Medway

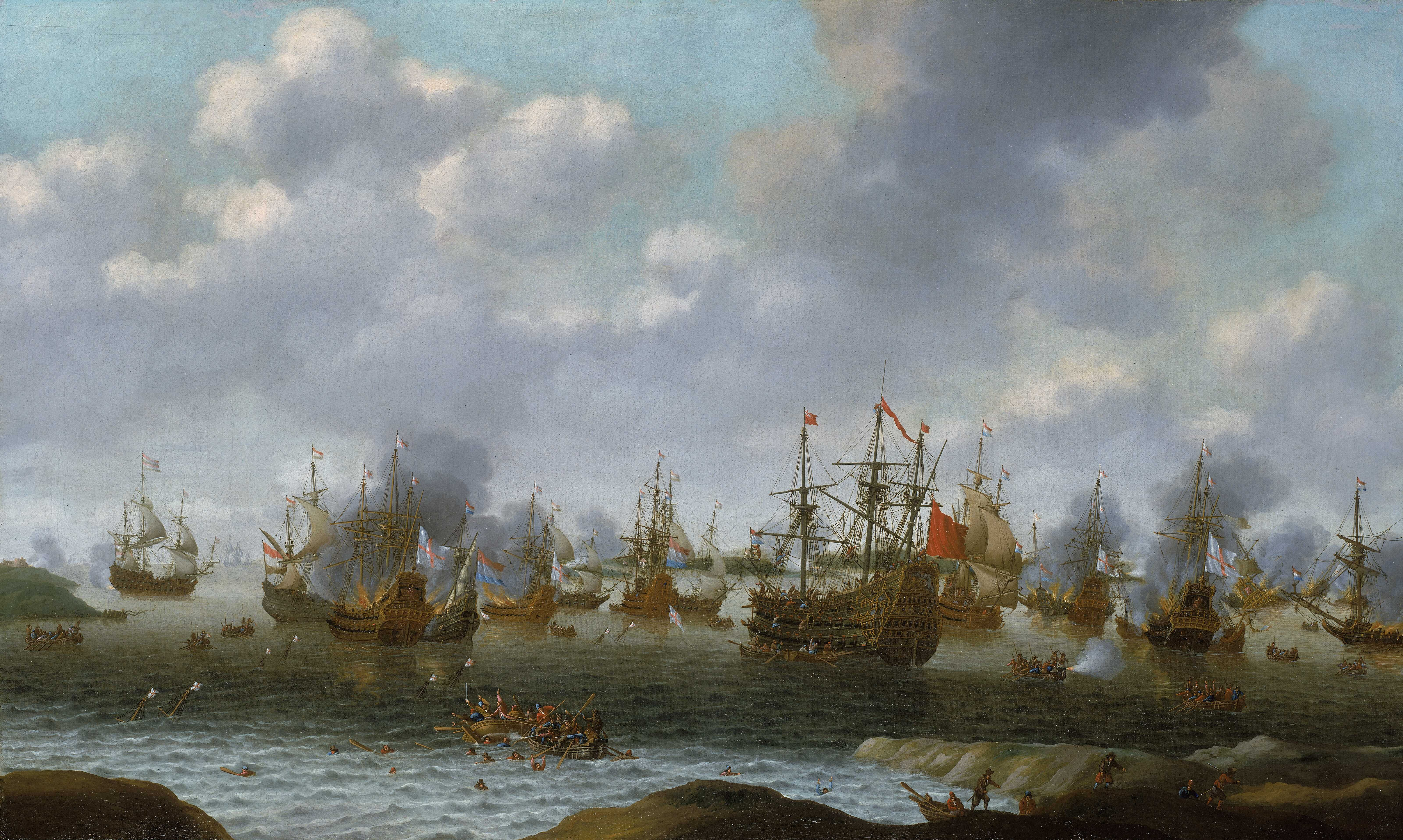
Die eroberte Royal Charles wird von den Niederländern davongeschafft; Gemälde von Pieter Cornelisz van Soest (ca. 1667)

Der Überfall im Medway (auch Schlacht von Chatham; englisch Raid on the Medway, niederländisch Tocht naar Chatham) vom 19. Juni bis zum 24. Juni 1667 war eine militärische Operation der niederländischen Flotte während des Englisch-Niederländischen Krieges (1665–1667). Unter dem Kommando des Admirals Michiel de Ruyter drangen niederländische Schiffe über die Mündung der Themse in den Fluss Medway ein und eroberten oder verbrannten dort eine größere Anzahl Kriegsschiffe der englischen Royal Navy. Dieser niederländische Erfolg trug in der Folge maßgeblich zum Abschluss des Friedens von Breda am 31. Juli 1667 bei.

## Vorgeschichte
(Hinweis: Kalenderdaten in diesem Artikel beziehen sich auf den gregorianischen Kalender, der dem damals in England verwendeten julianischen Kalender zehn Tage voraus war.)

### Allgemeine Entwicklung

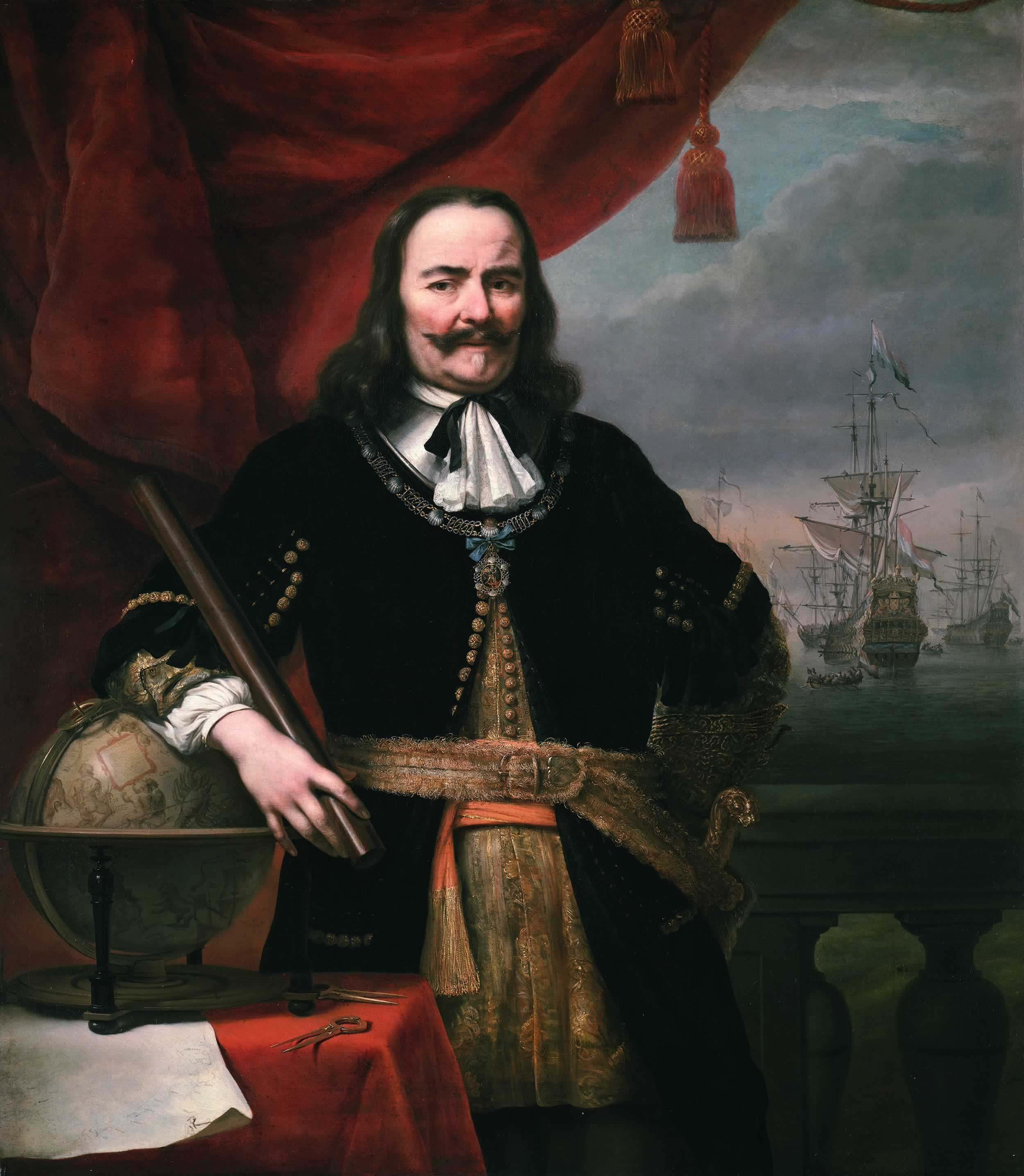
Michiel de Ruyter; Portrait von Ferdinand Bol (1667)

Nach dem Ende des ersten englisch-niederländischen Krieges im Jahre 1654 war es in England zur Restauration der Monarchie mit der Rückkehr König Karls II. (1630–1685) gekommen. Dieser benötigte für eine vom Parlament unabhängige Regierung finanzielle Mittel, die er durch die Beute in einem weiteren Krieg gegen die Vereinigten Niederlande zu gewinnen hoffte. Dabei wurde er von den Ambitionen der Royal African Company, die niederländische Konkurrenz zu schädigen, unterstützt. Im Frühjahr 1665 kam es zum offenen Krieg. Nach den ersten Kämpfen entschieden die Niederländer im Juni 1666 die Viertageschlacht für sich und meinten, die Oberhand gewonnen zu haben. Wenige Wochen später jedoch gewann die englische Flotte im „St. James’s Day Fight“ die Seeherrschaft in der Nordsee zurück. In der Folge unterband die Royal Navy die niederländische Schifffahrt, und englische Kapitäne überfielen Orte entlang der Küste. Der bekannteste Fall ereignete sich am 20. August 1666, als Vizeadmiral Robert Holmes (1622–1692) das Dorf Ter Schelling auf der Insel Terschelling niederbrannte und in der nahegelegenen Vlie 140 bis 150 Handelsschiffe versenkte, die dort vor Anker lagen. Dieses Ereignis wurde in England als Holmes’s Bonfire bekannt und gefeiert. Danach zog sich die englische Flotte in eigene Gewässer zurück.

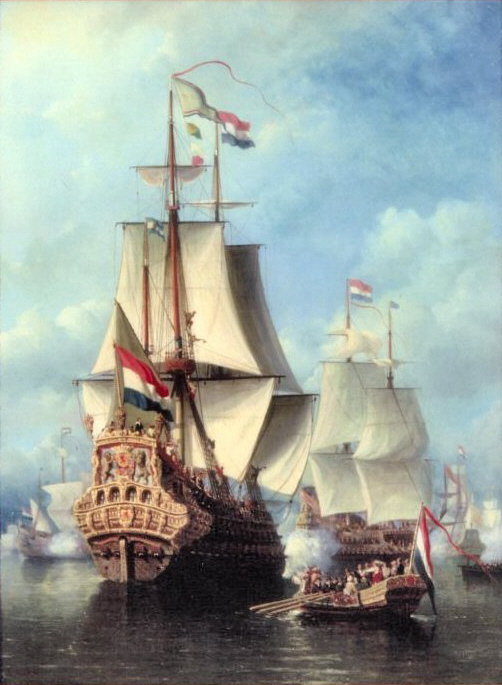
Admiral de Ruyter, C. de Witt und weitere Admirale gehen an Bord der „Zeven Provincien“; Gemälde von E. Koster (1857)

In den Generalstaaten wuchs die Kriegsmüdigkeit, da die Kosten den Staatshaushalt belasteten und das Vertrauen in den Verbündeten Frankreich geschwunden war. Nach den katastrophalen Verlusten der Handelsschiffe bei Terschelling eröffneten die Niederländer unter schwedischer Vermittlung Friedensverhandlungen. Doch auch die englischen Finanzen waren erschöpft. Der Krieg hatte nicht die erhofften Gewinne eingebracht, und das Parlament weigerte sich, neue Gelder für die Kriegführung zu bewilligen, nachdem sich herausgestellt hatte, dass ein Teil der bewilligten Gelder in die teure Hofhaltung des Königs geflossen war. Hinzu kamen die Verluste durch den stark beeinträchtigten Seehandel, die große Pestepidemie des Jahres 1665 und den „Großen Brand von London“. Gegen den Widerstand Admiral Moncks (1608–1670) befahl König Karl II. deshalb im Winter 1666/67, die großen Linienschiffe abzutakeln und außer Dienst zu stellen. Der Krieg sollte lediglich mit Kaperfahrern weitergeführt werden, um den niederländischen Handel zu schädigen.
Währenddessen hatten die englischen Gesandten auf dem Friedenskongress in Breda die Anweisung erhalten, einen möglichst vorteilhaften Abschluss zu erreichen. Vor dem Hintergrund der letzten Erfolge im Jahre 1666 zog Karl II. die Verhandlungen in die Länge, um den Krieg mit Gewinn zu beenden, obwohl er sein einziges Druckmittel, die Flotte, hatte abtakeln lassen. Die Vereinigten Niederlande waren nicht bereit, Konzessionen zu machen. Bald gerieten sie jedoch von anderer Seite her unter Druck. König Ludwig XIV. von Frankreich (1638–1715) erklärte im Mai 1667 dem Königreich Spanien den Krieg und begann eine Invasion der Spanischen Niederlande, um sich diese anzueignen (siehe Devolutionskrieg). Die Vereinigten Niederlande waren nun gezwungen, die Friedensverhandlungen mit England umgehend zu einem Abschluss zu bringen, damit sie sich auf die Eindämmung der französischen Expansionsabsichten konzentrieren konnten. Zu diesem Zweck erschien es dem Ratspensionär Johan de Witt (1625–1672), dem Leiter der niederländischen Politik, notwendig, den Druck auf England durch einen direkten Angriff auf die Insel Großbritannien zu erhöhen.

### Die niederländische Expedition
Lowestoft – Bergen – Viertageschlacht – St. James’s Day Fight – Medway
Die Idee einer Truppenlandung auf den britischen Inseln war nicht neu. Bereits nach dem Sieg der niederländischen Flotte in der Viertageschlacht waren derartige Pläne erarbeitet worden. Admiral Michiel de Ruyter (1606–1676) hatte im Sommer 1666 neben der Flotte ungefähr 6000 Soldaten mit an die Themsemündung geführt, um im Fall einer lokalen Erhebung der englischen Bevölkerung gegen Karl II. unterstützend eingreifen zu können. Doch eine solche Erhebung blieb aus, und die Transportschiffe wurden nach einem Sturm wieder in die niederländischen Häfen geschickt. Nur eine kurze Landung auf der Isle of Thanet war zustande gebracht worden.
Johan de Witt war im Sommer 1667 durch Spione gut über die finanziellen Engpässe der englischen Krone informiert und wusste auch von der Außerdienststellung der meisten englischen Linienschiffe. Er bereitete nun, trotz eigener finanzieller Anspannung, die Ausrüstung einer niederländischen Expedition vor, die direkte Anweisungen erhielt, die Themse oder den Medway hinaufzufahren und bei Rochester oder Chatham, den Zentren der englischen Seemacht, alle Schiffe und Magazine zu zerstören. Die vorgesehenen Schiffskontingente wurden in verschiedenen niederländischen Häfen gesammelt und vorbereitet, während im April ein Geschwader unter Admiral Van Ghent versuchte, in den Firth of Forth einzudringen. Dieses Unternehmen diente hauptsächlich der Deckung der Hauptflotte, die sich Anfang Juni 1667 bei der Insel Texel sammelte. Admiral de Ruyter segelte entlang der eigenen Küsten und nahm dabei die verschiedenen Kontingente auf. Schließlich bestand seine Flotte aus 64 Linienschiffen und Fregatten, 15 Brandern, 7 Begleitschiffen und 13 Galioten mit insgesamt 3330 Kanonen und ungefähr 17.500 Mann.

## Verlauf der Operationen
Die niederländische Flotte erreichte die englische Küste bei Harwich am 7. Juni 1667. Am folgenden Tag segelte sie entlang der Küste nach Süden und ankerte vor der Themsemündung. Dabei kam sie in einen Sturm, der eine große Anzahl Schiffe dazu zwang, ihre Ankertaue zu kappen und sich treiben zu lassen. Dies betraf vor allem Truppentransportschiffe, die für die folgenden Operationen nicht mehr zur Verfügung standen. Bei einem Kriegsrat an Bord des Flaggschiffs wurde das weitere Vorgehen besprochen. Admiral de Ruyter hatte Bedenken, die gesamte Flotte den Flusslauf hinaufzuschicken, da er nicht genau über den Verbleib der kleineren englischen Flottenverbände unterrichtet war. Sollten diese unerwartet zurückkehren und die Themsemündung schließen, säße die niederländische Flotte in der Falle. Cornelis de Witt schlug vor, dass die Hauptstreitmacht selbst vor der Flussmündung bleiben und eine kleine Abteilung den Ärmelkanal überwachen sollte, während ein Geschwader unter Admiral Willem Joseph van Ghent (1626–1672) die Themse hinauf vorstoßen sollte. Dort sollte dieses Geschwader bei Gravesend einige westindische Handelsschiffe überfallen, von denen ein abgefangener norwegischer Händler berichtet hatte. Admiral van Ghents Verband bestand aus 17 kleineren Kriegsschiffen, vier Brandern, einigen Yachten und Galioten, sowie 1000 Marinesoldaten unter Oberst Dolman. Das Geschwader brach am Morgen des 19. Juni auf und besetzte zunächst Canvey Island. Dann drehte jedoch der Wind, und die englischen Handelsschiffe, die inzwischen vor den herannahenden niederländischen Kriegsschiffen gewarnt worden waren, entkamen flussaufwärts.

### Der Angriff auf Sheerness
Cornelis de Witt drängte Admiral van Ghent nun, in den Medway einzudringen und die dort liegende englische Flotte anzugreifen. Die Zufahrt zu diesem Fluss wurde von einem noch im Bau befindlichen Fort bei Sheerness auf der Isle of Sheppey kontrolliert. Zur Verteidigung dieser Schlüsselposition standen den Engländern jedoch nur eine schwache schottische Besatzung, 16 Geschütze, die kleine Fregatte Unity und zwei Feuerschiffe zur Verfügung. Am 20. Juni griff Admiral van Ghent das Fort an. Die Unity feuerte nur eine einzige Breitseite ab und floh dann, verfolgt von einem niederländischen Brander, den Medway hinauf. Die niederländischen Schiffe nahmen in den folgenden zwei Stunden das Fort unter Beschuss und landeten schließlich 800 Marine-Soldaten unter Oberst Dolman an. Die Fortbesatzung floh, ohne den Landungstruppen ernsthaften Widerstand zu leisten, und die gesamte Isle of Sheppey wurde von Van Ghents Truppen besetzt. Der Kampf um diese wichtige Position hatte die Niederländer etwa 50 Männer gekostet. Der Wert der dabei erbeuteten 15 Kanonen und anderer Güter belief sich nach zeitgenössischen Schätzungen auf 400.000 Livres oder vier Tonnen Gold.

### Englische Verteidigungsmaßnahmen

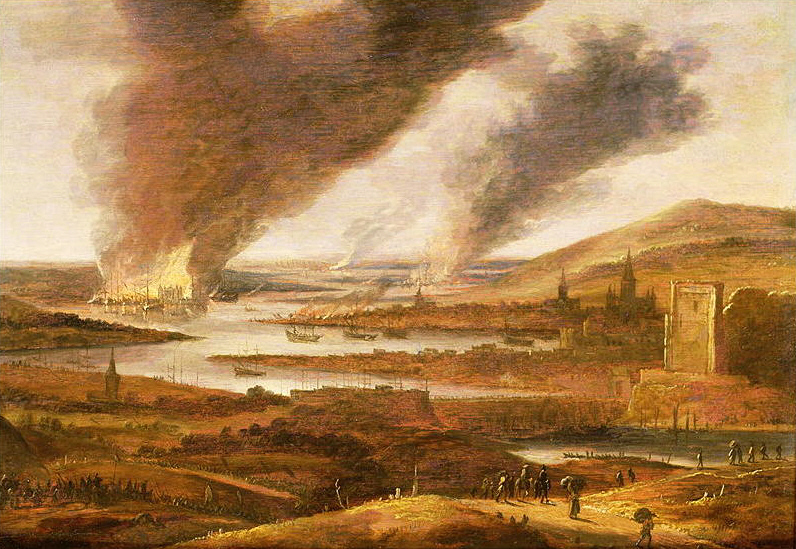
Der Dutch Raid on the Medway; Gemälde von Willem Schellinks (um 1668)

Der von den Vorgängen am 19. Juni unterrichtete George Monck, 1. Duke of Albemarle (1608–1670) erhielt den königlichen Befehl zur Organisation der Verteidigung. Monck inspizierte zunächst die Anlagen an der Themse beim Fort von Gravesend und begab sich am Morgen des 21. Juni nach Chatham am Medway. Dort fand er so gut wie keine organisierte Verteidigung vor. Bei Gillingham war eine eiserne Kette über den Flusslauf gezogen worden, die jedoch zu tief lag. Zu ihrem Schutz waren nur drei kleinere Schiffe vorhanden: die Unity, die Charles V. und die Matthias. Ansonsten herrschte Panik. Von den über 800 Dockarbeitern waren fast alle geflohen. Von dreißig Booten und Schiffen waren nur noch zehn aufzufinden, weil Flüchtlinge sie zur Flucht verwendet hatten oder die lokalen Beamten auf ihnen ihre persönliche Habe evakuieren ließen. Der Duke befahl den mitgebrachten Soldaten und Offizieren, am Ufer bei der Kette zwei Küstenbatterien zu errichten, aber selbst dazu fehlten die nötigen Werkzeuge. Um vor der Kette weitere Hindernisse zu schaffen, befahl Admiral Monck, dort Feuerschiffe zu versenken. Zwei Schiffe, die Norway Merchant und die Marmaduke, konnten erfolgreich versenkt werden, aber die große Sancta Maria, die auch als Hindernis bestimmt worden war, lief auf Grund. Vor Ort war auch das große Kriegsschiff Royal Charles, das jedoch vollkommen unbewaffnet war. Admiral Monck befahl, sie flussaufwärts in Sicherheit zu bringen, doch dazu fehlte das Personal. Als später der niederländische Angriff erfolgte, lag sie noch immer unbemannt am Ufer. Unter den über 1100 Arbeitern in den Docks von Chatham fanden sich kaum Hilfswillige. Ihr Sold war, da dem König die finanziellen Mittel fehlten, Monate im Rückstand, und nun verweigerten sie den Dienst.

### Durchbruch bei Gillingham

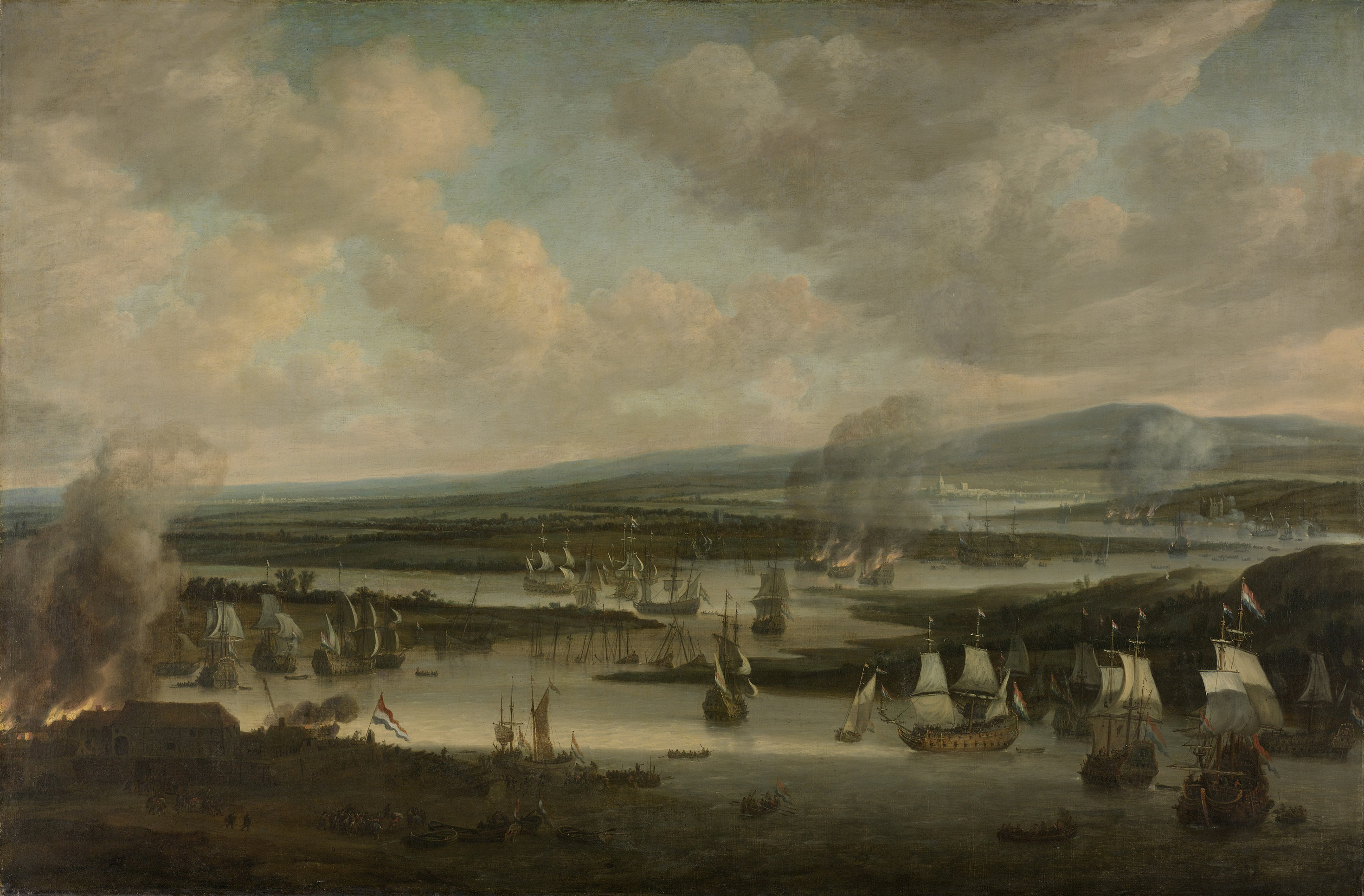
Willem Schellinks, Die brennenden englischen Schiffe vor Chatham; 1667/78; Rijksmuseum

Am Morgen des 22. Juni begannen die niederländischen Verbände ihren Vorstoß im Medway. Die Enge im Kanal zwang die Schiffe, hintereinander in einer Linie zu fahren. An der Spitze fuhr die Vrede unter dem Befehl ihres Kapitäns Jan van Brakel. Der Kapitän war zwei Tage zuvor unter Arrest gestellt worden, weil er seine Männer auf der Isle of Sheppey hatte plündern lassen. Um seine Reputation wiederherzustellen, hatte er nun freiwillig die Spitzenposition übernommen. Brakels Schiff kam bald in das Kreuzfeuer der drei englischen Verteidigungsschiffe und der beiden Küstenbatterien. Er steuerte jedoch, ohne zu feuern, direkt auf die Unity zu und versetzte ihr auf kürzeste Distanz eine Breitseite. Die englische Besatzung floh daraufhin vom Schiff und überließ es den Niederländern. Im Schutze des Pulverqualms kamen auch die beiden nachfolgenden Brander unter Brakels Kommando heran und versenkten in schneller Folge die englischen Schiffe Charles V. und Matthias. Die Eisenkette wurde anschließend beim ersten Rammversuch durchbrochen. Die niederländischen Schiffe hatten nun freie Fahrt den Medway hinauf, denn hinter der Kette war zwischen den versenkten englischen Schiffen eine breite Lücke, die eigentlich durch die Versenkung der Sancta Maria hatte geschlossen werden sollen. Die folgenden niederländischen Fregatten brachten durch ihr Feuer auch bald die englischen Küstenbatterien zum Schweigen, deren Feuer aufgrund baulicher Mängel ohnehin fast wirkungslos geblieben war. Als größte Beute des Tages fiel der niederländischen Flotte mit der Royal Charles eines der größten englischen Kriegsschiffe in die Hände, das den englischen Flottenbefehlshabern häufig als Flaggschiff gedient hatte.

### Überfall bei Upnor Castle
“Each doleful day still with fresh loss returns:

The Loyal London now the third time burns,

And the true Royal Oak and Royal James,

Allied in fate, increase, with theirs, her flames.

Of all our navy none should now survive,

But that the ships themselves were taught to dive,

And the kind river in its creek them hides,

Fraughting their pierced keels with oozy tides.”

Die Engländer trafen inzwischen bei Upnor Castle Verteidigungsvorbereitungen. Der Duke of Albemarle und der Kommandant der Docks Peter Pett versetzten die Geschütze der Burg in Gefechtsbereitschaft und ließen am jenseitigen Ufer eine weitere Geschützbatterie aufwerfen. Das Spannen einer weiteren Kette über den Fluss misslang. Man wollte nun daran gehen, die Kriegsschiffe in Richtung Chatham zu bringen, doch dazu fehlten wiederum die Mannschaften. Um die größten Kriegsschiffe wenigstens vor der Kaperung zu bewahren, befahl der Duke of Albemarle deren Versenkung in niedrigem Wasser, wo man sie später wieder heben könnte.
Am späten Nachmittag des 22. Juni wurde der niederländische Vormarsch durch den Stand der Gezeiten aufgehalten. An Bord der erbeuteten Royal Charles trafen sich Van Ghent, De Ruyter und De Witt, um das weitere Vorgehen zu beraten. Diese drei Kommandeure beschlossen, am folgenden Tag weiter flussaufwärts vorzustoßen und die Chatham Dockyards sowie die sich dort befindlichen großen Kriegsschiffe anzugreifen. Am 23. Juni, um die Mittagszeit, griffen die verbliebenen niederländischen Brander, geschützt von vier Fregatten und einer größeren Anzahl kleinerer Schiffe, die englischen Positionen an. Sie gerieten bald in das Kreuzfeuer zwischen Upnor Castle und der am gegenüberliegenden Flussufer hastig aufgeworfenen Batterie. Eine Abteilung Marine-Soldaten landete und ging zum Angriff auf das englische Munitionsmagazin bei Upnor Castle über, das sie erfolgreich sprengten, bevor sie sich wieder zurückzogen.

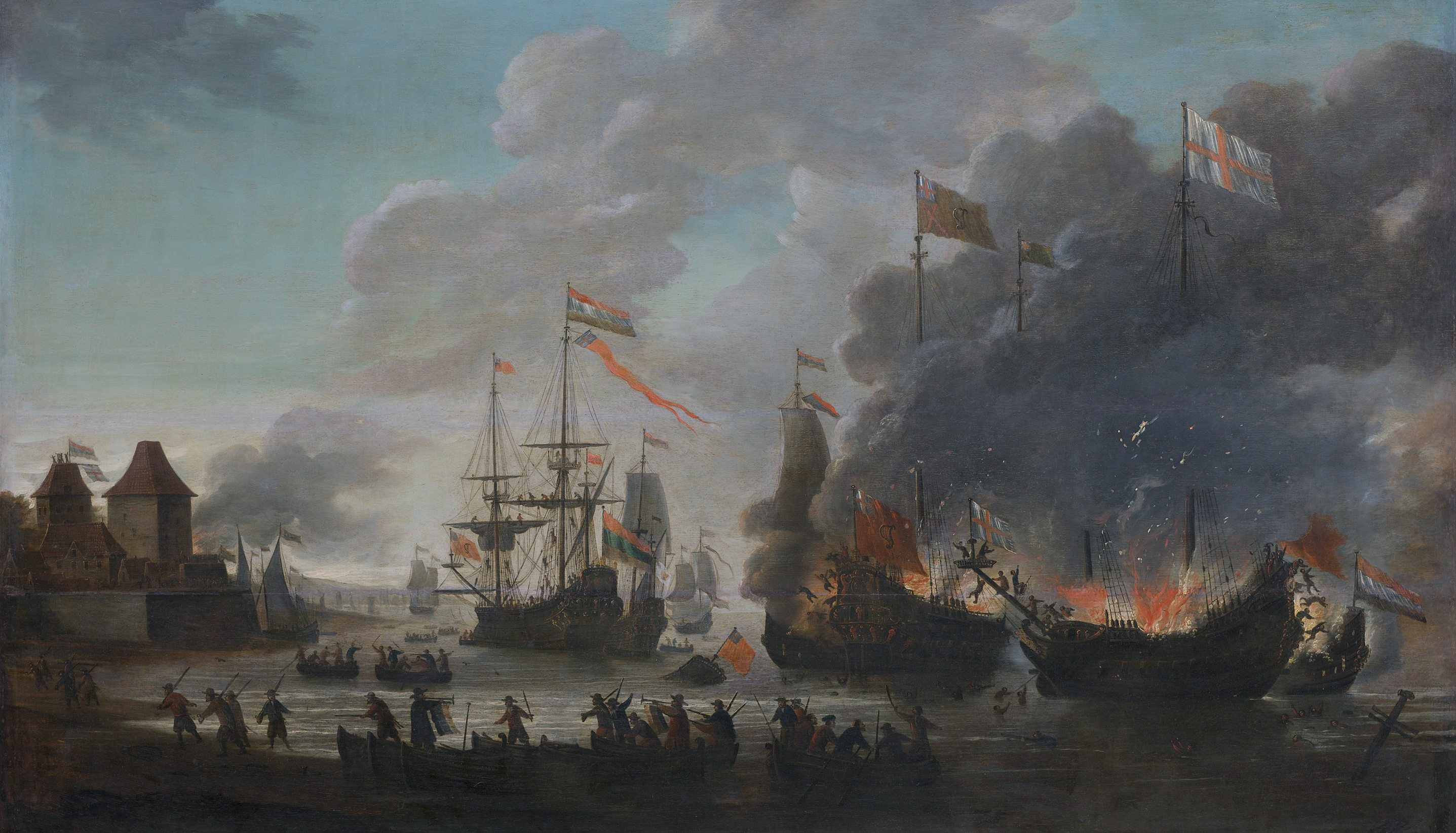
Die brennenden Royal Oak, Loyal London und Royal James; Gemälde von Jan van Leyden (ca. 1667/68)

In der Zwischenzeit beschossen die niederländischen Schiffe die englischen Geschützbatterien. Noch während des Kampfes trat eine Windstille ein, welche De Ruyter und andere Offiziere dazu zwang, in Langboote umzusteigen, um von diesen aus die Aktionen ihrer Verbände zu dirigieren. Nach einem heftigen Feuerkampf gelang den niederländischen Brandern der Angriff auf die am Ufer liegenden drei großen Kriegsschiffe Loyal London (92 Kanonen), Royal Oak (76 Kanonen) und Royal James (82 Kanonen). Das Wasser, in dem diese Schiffe von den Engländern selbst versenkt worden waren, war nicht flach genug, um auch gegen einen Branderangriff Schutz zu bieten. Alle drei Schiffe fielen, nachdem ihre Rumpfbesatzungen geflohen waren, den niederländischen Brandern zum Opfer. Der Duke of Albemarle versuchte unterdessen, die verbliebenen Kriegsschiffe flussaufwärts unter den Schutz der Geschütze von Chatham zu schleppen. Er reihte kampfbereite Kriegsschiffe an den Ufern auf und sammelte Miliztruppen, um den niederländischen Vormarsch aufzuhalten. Tatsächlich gingen die niederländischen Schiffe nicht weiter gegen den sich versteifenden englischen Widerstand an. Am späten Nachmittag zogen sie sich mit der einsetzenden Flut bis nach Gillingham zurück. Dort machten sie die eroberten englischen Schiffe Royal Charles und Unity seetüchtig und verließen am 24. Juni den Medway. Die Verluste durch das Gefecht vor Upnor Castle beliefen sich auf englischer Seite auf ungefähr 500 Mann, während man auf Seiten der Niederländer von 50 bis 150 Mann ausgeht.

## Folgen

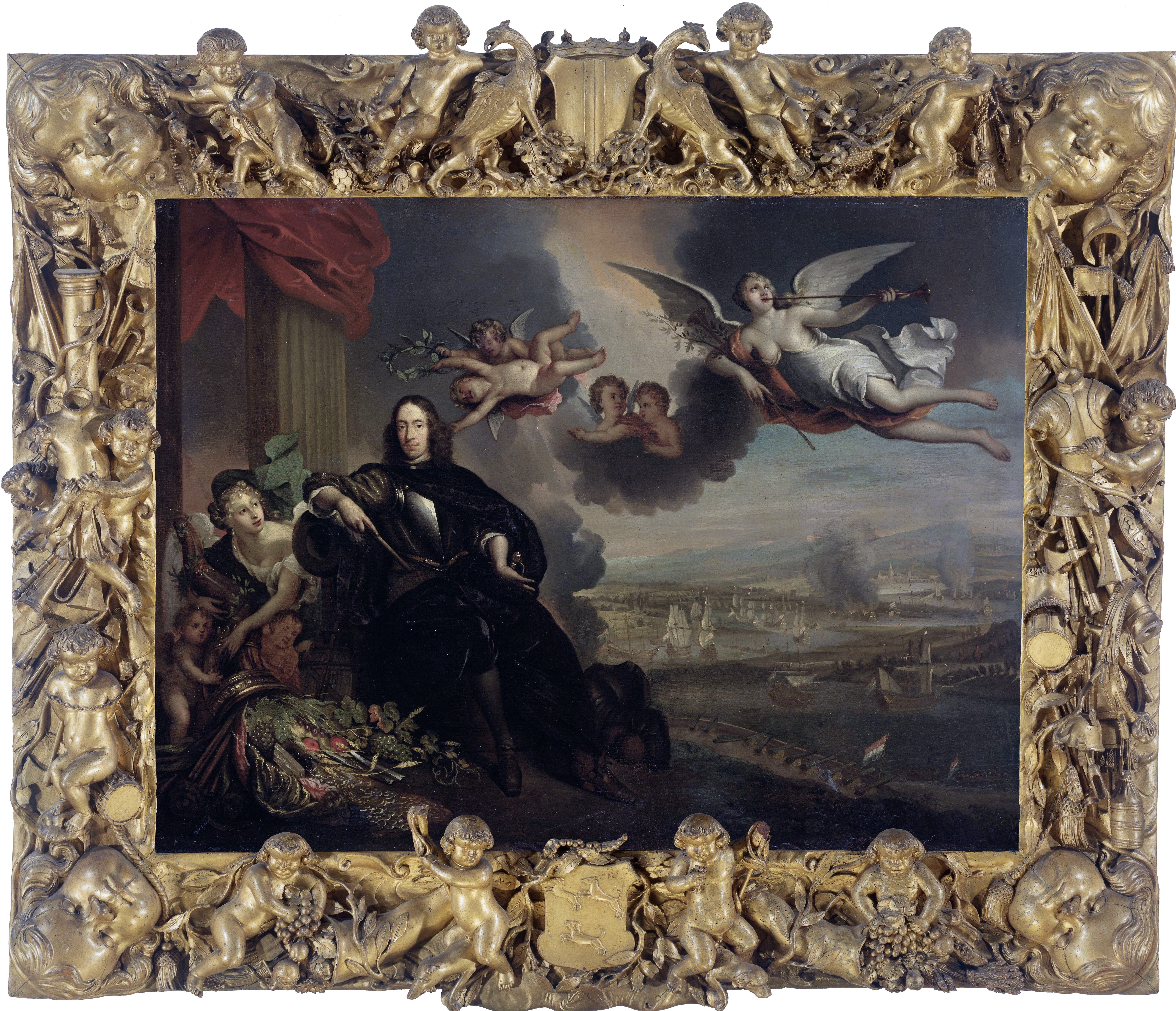
Cornelis de Witt als Sieger vom Medway; Gemälde von Jan de Baen (1667)

Der niederländische Überfall auf die englischen Schiffe im Medway wurde für die Royal Navy zum größten Debakel des Krieges. Sie verlor dabei mehr Schiffe als in allen vorangegangenen Seeschlachten zusammen. Die Royal Charles und die Unity waren von Niederländern erobert und die Loyal London, Royal James, Royal Oak, Charles V, Matthias, Marmaduke, Sancta Maria sowie fünf weitere Feuerschiffe, zwei Ketschen, eine Fleute und ein kleineres Schiff versenkt oder verbrannt worden. Die Niederländer hatten im Gegensatz dazu insgesamt zehn Brander zum Einsatz gebracht. Hinzu kamen weitere indirekte Verluste der Royal Navy. So war die Vanguard bei dem Versuch, sie auf Grund zu setzen, abgetrieben und bei Rochester schließlich so verunglückt, dass sie nicht mehr gehoben werden konnte. Weiter nördlich hatte Prince Rupert jenseits von Gravesend die Themse für einen eventuellen niederländischen Vorstoß sperren wollen, indem er dort die Golden Phoenix, House of Sweeds, Welcome und Leicester versenkte. Es stellte sich heraus, dass dies eine pure Verschwendung wichtiger Kriegsschiffe war, da die Niederländer nie weiter als bis Gravesend vorstießen. Insgesamt veränderten diese Verluste – vor allem die der drei großen Kriegsschiffe – die strategische Balance zwischen England und den Vereinigten Niederlanden über Jahre hinaus zugunsten der Niederländer.

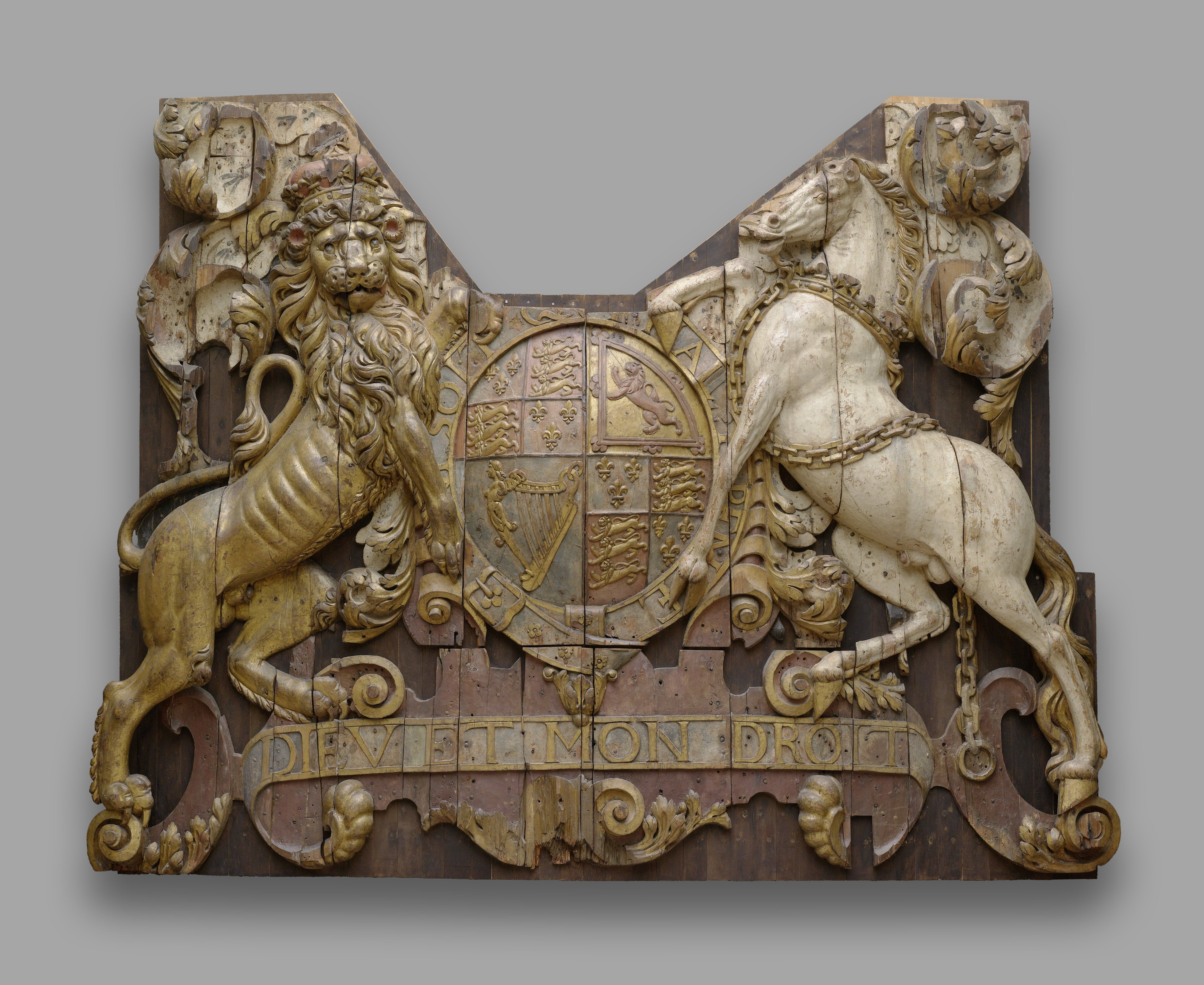
Heckstück der Royal Charles im Rijksmuseum Amsterdam

Nach diesem Erfolg konnten die Niederländer ihre uneingeschränkte Überlegenheit zur Geltung bringen. Ein Teil der niederländischen Flotte ging gegen die englischen Handelsschiffe an der Ärmelkanalküste vor, während ein anderer unter Admiral Van Nes die Themse weiterhin für den englischen Schiffsverkehr blockierte. In kleineren Operationen landeten noch in den folgenden Wochen niederländische Truppen an einigen Orten oder fuhren Kriegsschiffe die Themse hinauf.
In London führten die Ereignisse an den Ufern des Medway zu einem schweren Wirtschaftseinbruch und zu Panik in der Bevölkerung. Gerüchte besagten, Chatham stünde ebenso in Flammen wie Gravesend, Harwich, Queenborough, Colchester und Dover. Es wurde von niederländischen Landungen bei Portsmouth, Plymouth und Dartmouth berichtet und sogar behauptet, der König sei geflohen; die Papisten seien dabei, die Macht zu übernehmen. Selbst eine bevorstehende französische Landung wurde erwartet.
Die Niederländer hatten in der Themse eine Position eingenommen, durch die sie London vom Handel abschnitten. Besonders die Kohlelieferungen aus Tyne fielen aus, und bald verzehnfachte sich der Kohlepreis. Die englische Flotte war durch den Überfall geschwächt, und es stand kaum Geld für ihre Auffrischung zur Verfügung. König Karl II. blieb deshalb kaum etwas anderes übrig als seinen Abgesandten bei der Friedenskonferenz in Breda Anweisung zu geben, den Vertrag so bald wie möglich zum Abschluss zu bringen. Die Unterzeichnung des Friedens von Breda erfolgte am 31. Juli 1667. Am 26. August gab die niederländische Flotte die Blockade der englischen Häfen und der Themsemündung vertragsgemäß auf.

## Rezeption
„The moneys that should feed us

You spend on your delight,

How can you then have sailor-men

To aid you in your fight?

Our fish and cheese are rotten,

Which makes the scurvy grow--

We cannot serve you if we starve,

And this the Dutchmen know!

Our ships in every harbour

Be neither whole nor sound,

And, when we seek to mend a leak,

No oakum can be found;

Or, if it is, the caulker,

And carpenters also,

For lack of pay have gone away,

And this the Dutchmen know!

Mere powder, guns, and bullets,

We scarce can get at all;

Their price was spent in merriment

And revel at Whitehall,

While we in tattered doublets

From ship to shop must row,

Beseeching friends for odds and ends--

And this the Dutchmen know!“

In den Niederlanden waren die Generalstaaten täglich durch Briefe Cornelis de Witts über den Fortgang der Operationen informiert worden. Am 27. Juni erreichte schließlich die Nachricht vom Sieg die Stadt Breda, wo in allen Kirchen ein Dankgottesdienst zelebriert wurde. Die Berichte wurden gedruckt und in die verschiedenen Provinzen verschickt mit der Aufforderung, am 6. Juli in allen Kirchen landesweit einen „feyerlichen Danck- und Bet-Tag“ zu veranstalten. Am Abend dieses Tages wurden Freudenfeuer entzündet, die Kirchenglocken geläutet und Salutschüsse abgefeuert. In den folgenden Wochen zirkulierten bald Kupferstiche wie die von Romeyn de Hooghe (1645–1708), die auf Basis der publizierten Berichte das Geschehen im Medway illustrierten. Dem folgten nach weiteren Monaten Gemälde bekannter Künstler wie Willem Schellinks (1627–1678) und Pieter Cornelisz van Soest. Cornelis de Witt selbst gab bei Jan de Baen (1633–1702) ein Porträt von sich in Auftrag, das ihn als Sieger der Schlacht im Medway darstellen sollte (siehe: oben). Das Gemälde wurde noch im selben Jahr fertiggestellt und im Rathaus von Dordrecht aufgehängt.
Die eroberte Royal Charles wurde in Hellevoetsluis öffentlich ausgestellt. Besuchergruppen, darunter auch ausländische Fürsten, besichtigten das ehemalige Flaggschiff, welches den Namen des englischen Königs trug. Karl II. protestierte dagegen, da er dies als eine Form der Beleidigung auffasste. Bei Beginn des folgenden Dritten Englisch-Niederländischen Krieges (1672–1674) führte er unter anderem diesen Sachverhalt als einen Kriegsgrund an. Das Schiff wurde 1673 versteigert und anschließend demontiert. Das metallene Heckstück mit den englisch-königlichen Insignien wurde jedoch aufbewahrt und befindet sich heute im Rijksmuseum von Amsterdam.
Auf englischer Seite wurde zunächst in einigen Publikationen wie der London Gazette versucht, das Ausmaß der Niederlage herunterzuspielen, doch, wie zeitgenössische Berichte beweisen, gelang dies kaum. So zeigte sich bereits Samuel Pepys von den Verlusten gut unterrichtet. Er schilderte in seinem Tagebuch die Ausmaße der in London ausgebrochenen Panik und sah die Ursache der Katastrophe in der Unterbezahlung der englischen Seeleute. Der englische Dichter Andrew Marvell (1621–1678) nahm die Niederlage im September 1667 zum Anlass einer beißenden Satire in seinem Gedicht „Last Instructions to a Painter“ (siehe oben). Auch Rudyard Kipling (1865–1936) griff das Thema 1911 in dem Gedicht „The Dutch on the Medway“ auf, in dem er vor allem König Karl II. und dessen Verschwendungssucht für das Desaster verantwortlich machte (siehe: Auszug Kasten rechts).
Die Geschichtsschreibung stimmt in der Einschätzung der englischen Niederlage weitgehend überein. Der Historiker George Franks urteilte 1942, die Katastrophe vom Medway sei für die Royal Navy „die schwerste Niederlage, die sie je in ihren Heimatgewässern erlitt.“ Alvin Coox sprach 1949 von „einer schwärenden nationalen Demütigung“. Der deutsche Marinehistoriker Otto Groos teilte diese Einschätzung 1930: „Niemals in seiner ganzen Geschichte“ sei England „so gedemütigt worden.“ Der britische Historiker Charles Ralph Boxer sah 1974 im Raid on the Medway neben der Schlacht am Majuba Hill 1881 und dem Fall von Singapur 1942 eine von Großbritanniens demütigendsten Niederlagen.